# بندهای سرانگشتی
بَندهای سَراَنگُشتی (به انگلیسی: Distal phalanges) استخوان‌هایی هستند که در اسکلت بیشتر مهره‌داران وجود دارند.
در انسان این استخوان‌ها در بندهای انتهایی دست و پا واقع شده‌اند. محل این بندها در دست‌ها در دورترین محل از شانه‌ها قرار گرفته و در پاها در دورترین محل از لگن خاصره است.
محل بندهای سرانگشتی در بیشتر مهره‌داران دیگر نیز با همین تعریف تناسب دارد (از جمله در بال پرندگان و باله نهنگ‌ها).
بندهای انگشتی معمولاً شکلی مخروطی دارند.
در خیلی موارد بر روی آن‌ها پنجه نیز قرار دارد و در نخستی‌ها پوشش محافظی به نام ناخن بر روی آن‌ها قرار گرفته‌است.
حیوانات پنجه‌رو مانند سگ بر روی بندهای انگشتی راه می‌روند ولی انسان‌ها بیشتر از آن‌ها برای نگه داشتن اجسام کوچک، کندوکاو و فشردن دکمه‌ها استفاده می‌کنند.

## نگارخانه

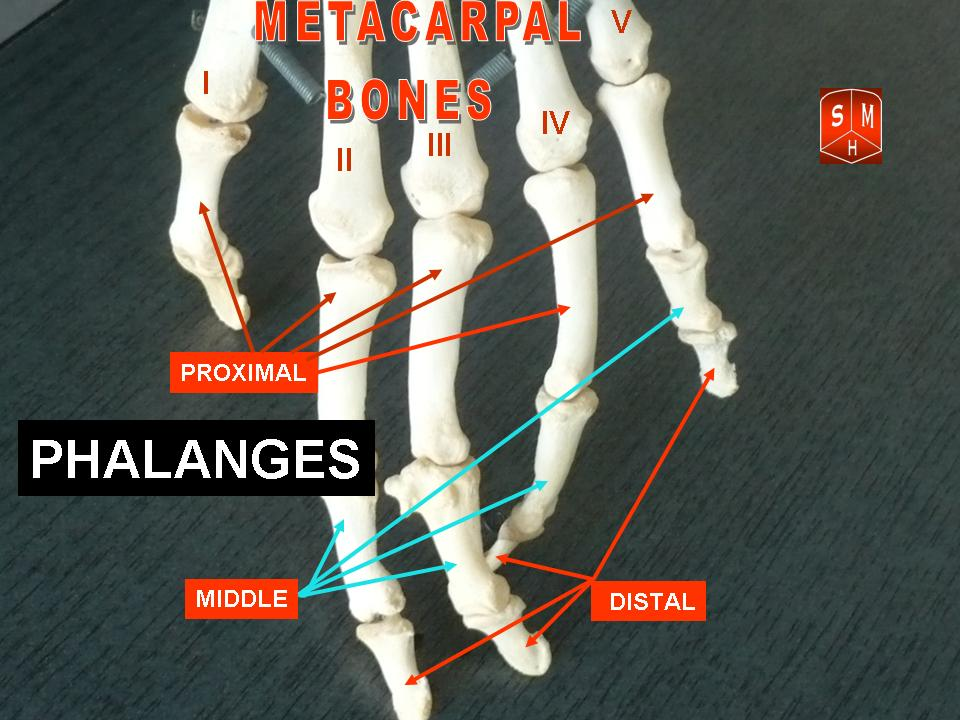